# Welkhyung-Kloster
| Tibetische Bezeichnung                     |
| ------------------------------------------ |
| Wylie-Transliteration: dBal khyung dgon pa |
| Andere Schreibweisen: Welkhyung Gönpa      |
| Chinesische Bezeichnung                    |
| Vereinfacht: 瓦秋寺; 瓦瓊寺                |
| Pinyin:Waqiu si; Waqiong si                |

Das Welkhyung-Kloster (tib.: dBal khyung dgon pa) ist ein Tempel der Bön-Religion, der bis auf das Jahr 1385 zurückgeht. Er befindet sich in Nyagrong (tib.: nyag rong, tibetisch: ཉག་རོང།, chin. Xinlong 新龙县; Pinyin : Xīnlóng Xiàn), einem Kreis des Autonomen Bezirks Garzê (Kardze) der Tibeter in der chinesischen Provinz Sichuan. Er wurde 1983 offiziell von der Volksregierung des Kreises Xinlong (Ngyagrong)  eröffnet, im Juli 1998 wurde er nach den Vorschriften für religiöse Aktivitäten offiziell registriert. Der Tempel befindet sich in dem (gleichnamigen) Dorf (chin.) Waqiu 瓦秋村 der Gemeinde (chin.) Xionglongxi 雄龙西乡/雄龍西鄉 von Nyagrong/Xinlong, der Ort ist 35 km von der Kreisstadt entfernt.

## Welkhyung-Kanjur
Das Kloster ist berühmt für sein über 140 Jahre altes Kanjur-Manuskript, den Welkhyung Kanjur (Dbal khyung Bka' 'gyur) des Bön-Kanons. Die von dem Lama A g.Yung (g.yung drung bstan pa'i rgyal mtshan, 1922–1996) veröffentlichte A-g.Yung-Version des Bön-Kanons enthält 40 Bände des Exoterischen Buddhismus und 62 Bände des Prajna-Buddhismus, die auf handschriftlichen Kopien des in diesem Kloster entdeckten Kanjur basieren.